# Daïras de la wilaya de Tizi Ouzou
Pour les articles homonymes, voir Tizi Ouzou (homonymie).
La wilaya de Tizi Ouzou comporte vingt et une daïras (circonscriptions administratives), chacune comprenant plusieurs communes, pour un total de soixante-sept communes.

## Daïras de la wilaya de Tizi Ouzou
1. Ain El Hammam
2. Azazga
3. Azeffoun
4. Beni Douala
5. Beni Yenni
6. Boghni
7. Bouzguen
8. Draâ Ben Khedda
9. Draâ El Mizan
10. Iferhounène
11. Larbaâ Nath Irathen
12. Mâatkas
13. Makouda
14. Mekla
15. Ouacif
16. Ouadhia
17. Ouaguenoun
18. Tigzirt
19. Tizi Gheniff
20. Tizi Ouzou
21. Tizi Rached

21 Tizi Rached

Le tableau suivant donne la liste des daïras de la wilaya de Tizi Ouzou et les communes qui les composent.
Population totale : 1 121 703
Superficie totale : 2957,955km²
| Daïra               | Nombre de communes | Communes                                              | Superficie (km²) | Population (hab.) |
| ------------------- | ------------------ | ----------------------------------------------------- | ---------------- | ----------------- |
| Ain El Hammam       | 4                  | Abi Youcef, Ain El Hammam, Aït Yahia, Akbil           | 144,89           | 51 431            |
| Azazga              | 5                  | Azazga, Freha, Ifigha, Yakouren, Zekri                | 360,2725         | 83 560            |
| Azeffoun            | 4                  | Aghribs, Aït Chafâa, Akerrou, Azeffoun                | 319,01           | 37 756            |
| Beni Douala         | 4                  | Aït Mahmoud, Beni Aissi, Beni Douala, Beni Zmenzer    | 102,35           | 48 998            |
| Beni Yenni          | 3                  | Beni Yenni, Iboudraren, Yatafen                       | 82,74            | 15 151            |
| Boghni              | 4                  | Assi Youcef, Boghni, Bounouh, Mechtras                | 122,13           | 68 466            |
| Bouzeguène          | 4                  | Beni Ziki, Bouzguen, Idjeur, Illoula Oumalou          | 132.45           | 50 945            |
| Draâ Ben Khedda     | 4                  | Draâ Ben Khedda, Sidi Namane, Tadmaït, Tirmitine      | 172,23           | 83 935            |
| Draâ El Mizan       | 4                  | Aïn Zaouia, Aït Yahia Moussa, Draâ El Mizan, Frikat   | 239,21           | 83 935            |
| Iferhounène         | 3                  | Iferhounène, Illilten, Imsouhel                       | 84,4725          | 28 167            |
| Larbaâ Nath Irathen | 3                  | Aït Aggouacha, Irdjen, Larbaâ Nath Irathen            | 86,73            | 46 831            |
| Mâatkas             | 2                  | Mâatkas, Souk El Thenine                              | 66,15            | 46 781            |
| Makouda             | 2                  | Boudjima, Makouda                                     | 92,37            | 39 016            |
| Mekla               | 3                  | Aït Khellili, Mekla, Souamaâ                          | 129,25           | 45 818            |
| Ouacif              | 3                  | Aït Boumahdi, Aït Toudert, Ouacif                     | 74,99            | 24 947            |
| Ouadhia             | 4                  | Agouni Gueghrane, Aït Bouaddou, Tizi N'Tleta, Ouadhia | 139,54           | 55 377            |
| Ouaguenoun          | 3                  | Aït Aissa Mimoun, Ouaguenoun, Timizart                | 141,21           | 66 689            |
| Tigzirt             | 3                  | Iflissen, Mizrana, Tigzirt                            | 166,38           | 35 742            |
| Tizi Gheniff        | 2                  | M'Kira, Tizi Gheniff                                  | 76,91            | 47 099            |
| Tizi Ouzou          | 1                  | Tizi Ouzou.                                           | 102,36           | 135 088           |
| Tizi Rached         | 2                  | Aït Oumalou, Tizi Rached                              | 44,79            | 25 951            |